# 秋山拓巳
秋山 拓巳（あきやま たくみ、1991年4月26日 - ）は、香川県丸亀市出身の元プロ野球選手（投手）。右投左打。

## 経歴

### プロ入り前
父親としたキャッチボールがきっかけで3歳から野球を始める。小学校入学と同時に「今津スポーツ少年団」に所属。小学3年生の5月に父親の仕事の都合で愛媛県西条市に転居、「西条リトルリーグ」に所属し全国大会への出場も果たした。その後、西条南中学校時代には「西条リトルシニア」に所属、3年時にシニア日本代表として世界大会に出場した。
西条高校に進学すると、1年生秋から4番を打ち、2年生春からエースとなった。2年生秋の秋季四国大会では自身の投打にわたる活躍で優勝し、翌春の第81回選抜大会に出場。この時は初戦で敗退したが、夏の愛媛県大会を制して出場した第91回選手権大会では初戦突破を果たした。高校通算48本塁打を記録した強打者で、「伊予ゴジラ」とも呼ばれており、近日中に西条と対戦する予定がある高校では練習において「秋山対策」をしていたほどだった。
2009年のプロ野球ドラフト会議で、阪神から4巡目で指名。契約金4000万円、年俸600万円（金額は推定）という条件で入団した。背番号は27。

### 阪神時代

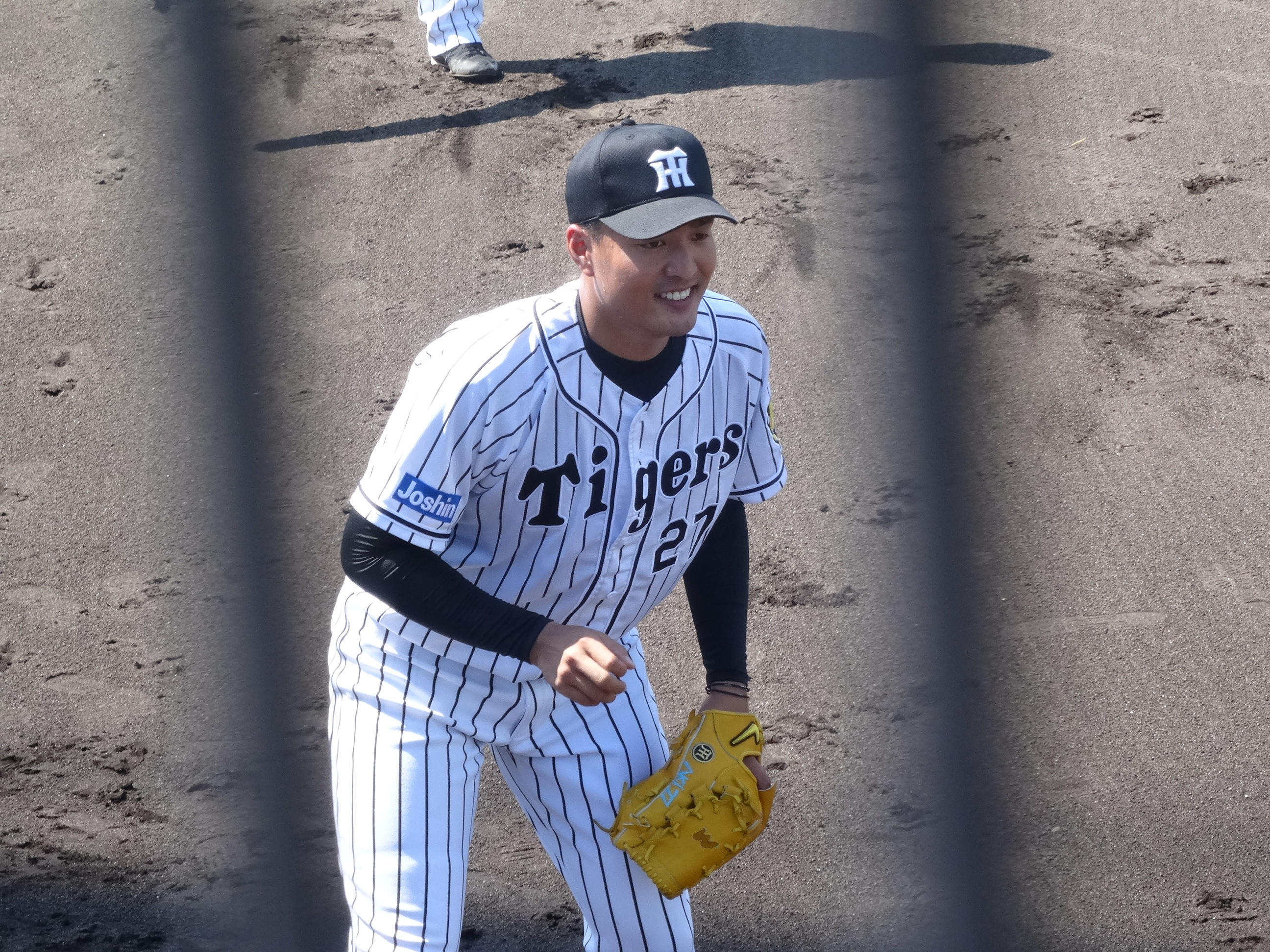
2016年8月12日 阪神鳴尾浜球場にて

2010年、8月21日の対読売ジャイアンツ戦（東京ドーム）で先発投手として一軍デビュー。阪神の高卒新人投手による先発での一軍初登板は2000年の岡本浩二以来で、対巨人戦では球団史上初だったが、6回4失点という内容で敗戦投手になった。しかし、次に先発で登板した8月28日の対東京ヤクルトスワローズ戦（明治神宮野球場）では、5回を1失点で凌いで一軍公式戦初勝利を挙げた。阪神の高卒新人投手が一軍公式戦で勝利投手になったのは、1986年の遠山昭治以来24年ぶりだった。9月12日の対ヤクルト戦（阪神甲子園球場）では、村中恭兵から7回裏に左前適時打を記録するなど投打に活躍し、阪神の高卒新人投手としては遠山以来の無四球完封勝利を挙げた。セントラル・リーグの高卒新人投手による完封勝利は1989年の川崎憲次郎以来21年ぶりで、無四球完封勝利は1988年の野村弘樹以来22年ぶり7人目だった。この年の一軍公式戦には登板した全7試合で先発し、4勝3敗、防御率3.35という成績でシーズンを終えた。一軍公式戦で2勝以上を記録した阪神の高卒新人投手は遠山以来3人目で、右腕投手としては初めてであった。
2011年、育成を優先する首脳陣の方針に加えて、首を故障した影響で、シーズンの大半を二軍で過ごした。9月に一軍へ昇格すると、9月28日と10月4日の対ヤクルト戦に先発で登板したが、通算で0勝1敗に終わった。シーズン終了後の11月、チームメイトの甲斐雄平・荒木郁也とともにオーストラリアン・ベースボールリーグのキャンベラ・キャバルリーへ派遣され、先発投手としてリーグ戦4試合に登板すると、通算22イニングで13被安打、10与四球、16奪三振、3自責点、WHIP1.05を記録するとともに、1勝0敗、防御率1.23という成績を残した。防御率については、派遣期間を終えて帰国するまでリーグのトップに立っていた。
2012年、一軍公式戦に2試合登板し、1勝1敗を記録。しかし、通算防御率が9.00に達するほど投球内容が不安定で、いずれの試合後もすぐに出場選手登録を抹消された。
2013年、ウエスタン・リーグの公式戦では、チームメイトの白仁田寛和とリーグ防御率のトップを争うほど好調を保ち、最終的に防御率 (2.53)・勝利数（8勝）・勝率 (.667) の3部門でリーグ2位になった。一軍でも、シーズン初登板・初先発になった4月29日の対広島東洋カープ戦（甲子園）で6回途中まで1失点と好投したのを皮切りに、チーム事情に応じて先発登板の機会を得た。しかし、勝負どころで踏ん張り切れずに交代を命じられたあげく、勝利投手にならないまま翌日に出場選手登録を抹消されるという事態が続いた。通算では8試合に登板したものの、0勝3敗、防御率3.83という成績にとどまった。
2014年、ウエスタン・リーグの公式戦では、20試合の登板で9勝7敗を記録したほか、6月20日に広島東洋カープ由宇練習場で開催された対広島戦において、福井優也から2点本塁打を打った。最多勝利のタイトルを飯田優也・東浜巨と分け合い、投球回数（132回2/3）と奪三振数 (116) がいずれもリーグトップ、防御率 (2.58) がリーグ3位であった。しかし一軍公式戦では、3試合の登板で0勝1敗、防御率20.25に終わった。シーズン終了後の11月11日に甲子園球場で開催された日本プロ野球80周年記念試合では、阪神・巨人連合チームの4番手投手として6回表に登板。MLBオールスターチームを相手に1イニングを投げたが、唯一の被安打であるサルバドール・ペレスからのソロ本塁打で1失点を喫した。
2015年、一軍でのシーズン初登板であった7月9日の対中日ドラゴンズ戦（甲子園）で、先発投手として6回2失点。8月13日の同カード（京セラドーム大阪）でも先発で7回1失点と好投したが、いずれも味方のリードを守れずに降板したため、自身3年ぶりの一軍公式戦勝利には至らなかった。結局、一軍公式戦では3試合登板で0勝1敗、防御率4.40という成績でシーズンを終えた。
2016年、公式戦の開幕を二軍で迎えたが、ウエスタン・リーグ公式戦では、夏場に通算22イニング無失点を記録するなど好調を維持。山田大樹と同じ9勝で2年ぶりに最多勝利のタイトルを獲得し、防御率でも山田に次ぐリーグ2位 (2.08) という好成績を残した。救援要員として8月中旬から一軍に昇格すると、好投を続け、9月から先発に復帰。復帰2試合目であった9月16日の対横浜DeNAベイスターズ戦（甲子園）では、6回途中1失点という内容で、2012年6月30日の対ヤクルト戦以来1539日ぶりとなる一軍でのシーズン初勝利を挙げ、この勝利でシーズンを終えた。
2017年から背番号を46に変更。開幕から一軍の先発ローテーションに入ると、4月12日の対DeNA戦（横浜スタジアム）で、一軍でのシーズン初勝利を挙げた。その後の先発登板でも、相次いでクオリティ・スタートを達成。4月25日に甲子園で開催された同カードでは、1回表二死から7回表終了まで19打者を連続アウトに仕留めるなど、8回2/3を投げて1失点に抑えたが、0-1のスコアで敗戦。しかし、5月16日の対中日戦（甲子園）では、一軍公式戦自己最多の12三振を奪いながら1失点に抑えて9回完投勝利を収めた。秋山にとっては入団1年目の対ヤクルト戦（前述）以来7年（2,438日）ぶり2度目、阪神の投手としてはレギュラーシーズン35試合目で初めての完投勝利であった。8月18日の対中日戦（ナゴヤドーム）では、伊藤準規から一軍での初本塁打を打って自身を援護し、2桁勝利に到達した。9月14日の対巨人戦（甲子園）では、菅野智之と3度目の投げ合いで6回無失点と好投し、勝ち投手こそ逃したものの、投球回数が143回1/3に達し自身初の規定投球回に到達した。最終的には25試合に登板し159回と1/3を投げ12勝6敗、防御率2.99を記録。投球回数と勝利数はともにチームトップとなった。また、規定投球回に達した投手の中で両リーグ最少の16与四球を記録し、与四球率1.24、K/BBは7.69を記録した。
2018年は開幕3戦目となった4月1日の対巨人戦で敗戦投手。5月8日の対巨人戦で2010年以来8年ぶりとなる完封勝利を挙げた。この試合では山口俊からソロ本塁打を含む2安打を記録した。しかし、シーズン通して援護に恵まれないケースが目立ち、6月7日の対オリックス・バファローズ戦を最後に白星から遠ざかり、最終的には自己ワーストの10敗を喫した。シーズンオフの10月18日に右膝のクリーニング術を受け、外側の半月板を除去した。
2019年4月30日の対広島戦で前年6月以来の勝利を挙げた。この試合は同日唯一のナイトゲームとして行われており、NPBで平成最後の勝利投手となった。
2020年、登録抹消されることはあったもののシーズンのほとんどを一軍の先発ローテーションとして過ごし、規定投球回に8イニング足りなかったもののチーム2位の112イニングを投げて3年ぶり2度目の2桁勝利となるチームトップタイの11勝を挙げ、防御率2.89、勝率.786を記録した。同年は広島とヤクルト相手にはともに4勝0敗、対広島戦の防御率は1.45と好相性だった。持ち味の制球面では与四球を12に抑えたが、一方で被本塁打はリーグ2位の17本を記録した。12月22日、1900万円増となる推定年俸5100万円で契約を更改した。
2021年は開幕から先発ローテーションを守り続け、9月11日の対広島戦（MAZDA Zoom-Zoom スタジアム広島）で白星を挙げたことにより、2年連続となる2桁勝利を達成した。最終的に24試合に登板し、10勝7敗、防御率2.71を記録。12月8日、5900万円増となる推定年俸1億1000万円で契約を更改した。
2022年から背番号を21に変更。前年限りで引退した岩田稔が背負っていた番号を引き継いだ。春季キャンプではフォームの改造に取り組んだ。開幕後、3月31日と4月9日の試合（いずれも対広島戦）に先発したが、いずれも敗北を喫し、4月10日に出場選手登録を抹消された。同月28日の対中日戦でシーズン初勝利を挙げたものの、その後ヤクルト（5月4日）、広島（5月11日）相手に先発していずれも早いイニングで降板した。それ以降は好調な一軍投手陣を背景に登板機会を得られず、最終的に前述の1勝のみに終わった。二軍ではウエスタン・リーグ最多の9勝を挙げたが、春季キャンプ前から不安を抱えていた右膝のコンディショニングに時間を費やし、2200万円ダウンの8800万円での契約更改となった。
2023年は伊藤将司の故障に伴いDeNAとの開幕2戦目（4月1日）の先発を任されたが、5回5失点で降板し、翌日に二軍降格となった。8月2日、約4か月ぶりに一軍昇格し、中日相手に2度目の先発登板したが、5回もたず3失点を喫し敗戦投手となり、翌日に二軍降格となった。二軍では8勝を挙げ、前年に続きリーグ最多勝となったが、一軍登板は前述の2試合のみにとどまり、二軍防御率も3.95と前年の二軍成績と比べて悪化した。減額制限を超える4400万円減の推定年俸4400万円での契約更改となり、この年チームがセントラル・リーグ優勝および日本一となった中にあって「日本一の中に加われなかった。状態が上がらなくて試合を見るのもつらかった」「14年目終わりましたけど、一番しんどい一年だった」とシーズンを振り返った。
2024年、二軍戦で17試合に登板し、3勝5敗、防御率4.62を記録していたが、2018年に手術した右膝の状態が思わしくないためこのシーズン限りでの現役引退を決断し、9月13日に球団より発表された。同20日、由宇で行われた広島との二軍戦に登板し、NPBが1991年に集計を始めて以降初となるファーム通算1,000投球回を達成。同24日に阪神鳴尾浜球場で行われた対福岡ソフトバンクホークス戦が引退試合となった。同30日、甲子園で開催された一軍の対DeNA戦の試合前にファイナルピッチセレモニーで登場し、ファンに別れを告げた。

## 選手としての特徴
平均球速約140 km/h、最速150 km/h（プロ入り後の最速は148 km/h）のストレートとカットボールを軸に、シュート、縦のカーブ、フォークボールも混ぜる投球スタイル。不調時はカットボールに頼っていたが、シュートとストレートを主体に組み立てる投球も見せていた。高い制球力を持っており、阪神で同期入団の原口文仁は「コントロールに球のキレがあって、捕手としてリードのしがいがある投手」と秋山を評している。一方で、2018年に右膝の半月板を除去して以降は、軸足でまっすぐ立てなくなり、球速も上がらなくなったが、テーピングで固定して投球したり、筋力をつけたりしてカバーしていた。
前述のように高校時代は打者としての評価も高かったが、2年生の冬に腰を痛めてからは打撃が振るわず、本人が投手にこだわったことから、投手としてプロ入りした。プロ入り後の投手としての結果が出ない時期には、周囲から野手への転向を勧められていた。実際に投手としては高い打率を残している。反面、「伊予ゴジラ」という愛称の由来が高校通算48本の強打ということに触れ「打者としての呼び方なんで好きじゃない。ピッチャーなのに、と思ってました」と、投手へのこだわりを見せたこともある。

## 人物
趣味は釣りと買い物。好きな言葉は「捲土重来」。
愛称は「アッキャマン」。小学校3年時に転校したところ、それまで身長が高く「カッチャマン」と呼ばれていた同級生の身長を転校生の秋山が越えたことで、今度は秋山が「アッキャマン」と呼ばれるようになったことが由来である。
EXILEのATSUSHIと親交があり、2021年には自身の2年連続2桁勝利を祝してオリジナルの新曲を作成してもらった。
高校時代に愛媛県大会でしのぎを削った済美高校出身のお笑いコンビ「ティモンディ」とも親交がある。高校3年夏の愛媛県大会（前述）では決勝で済美高校と対戦しており、ティモンディの高岸宏行と前田裕太も出場していた。現役時代には共同で自主トレーニングを敢行していた仲である。2021年にはティモンディとコラボした「秋山×ティモンディ 食べればわかる！愛媛たっぷり弁当」が甲子園球場で販売され、甲子園で秋山が先発した6月20日には高岸が秋山からプレゼントされたグラブを身につけファーストピッチセレモニーに登場した。
丸亀市立城坤小学校時代の同級生にお笑いコンビ「ビスケットブラザーズ」の「きん」がおり、2人で食事に行く仲である。2021年にビスケットブラザーズがNHK上方漫才コンテストで優勝した際には「漫才もコントも面白いんで応援お願いします」とTwitter上で祝福した。
愛犬家としての面もあり、プロ入り後の寮生活時代には寮で犬を飼いたいと寮長に頼み込んだり、キャンプ地で犬を連れて見学に来たファンを見つけると触らせてもらっていたほどの犬好きである。InstagramなどのSNSで犬の写真を見ているうちに保護犬についての投稿を目にしたことがきっかけで、社会貢献活動として、2022年・2023年に動物専用寄付サイトを運営する公益社団法人アニマル・ドネーションへ寄付を行った。

## 詳細情報

### 年度別投手成績
| 年 度      | 球 団      | 登 板 | 先 発 | 完 投 | 完 封 | 無 四 球 | 勝 利 | 敗 戦 | セ 丨 ブ | ホ 丨 ル ド | 勝 率 | 打 者 | 投 球 回 | 被 安 打 | 被 本 塁 打 | 与 四 球 | 敬 遠 | 与 死 球 | 奪 三 振 | 暴 投 | ボ 丨 ク | 失 点 | 自 責 点 | 防 御 率 | W H I P |
| ---------- | ---------- | ----- | ----- | ----- | ----- | -------- | ----- | ----- | -------- | ----------- | ----- | ----- | -------- | -------- | ----------- | -------- | ----- | -------- | -------- | ----- | -------- | ----- | -------- | -------- | ------- |
| 2010       | 阪神       | 7     | 7     | 1     | 1     | 1        | 4     | 3     | 0        | 0           | .571  | 166   | 40.1     | 33       | 3           | 13       | 1     | 0        | 23       | 0     | 0        | 16    | 15       | 3.35     | 1.14    |
| 2011       | 阪神       | 2     | 2     | 0     | 0     | 0        | 0     | 1     | 0        | 0           | .000  | 37    | 7.1      | 8        | 1           | 7        | 1     | 1        | 1        | 0     | 0        | 7     | 5        | 6.14     | 2.05    |
| 2012       | 阪神       | 2     | 2     | 0     | 0     | 0        | 1     | 1     | 0        | 0           | .500  | 39    | 8.0      | 15       | 3           | 2        | 1     | 0        | 6        | 0     | 0        | 8     | 8        | 9.00     | 2.13    |
| 2013       | 阪神       | 8     | 8     | 0     | 0     | 0        | 0     | 3     | 0        | 0           | .000  | 189   | 44.2     | 46       | 6           | 12       | 0     | 0        | 36       | 2     | 0        | 21    | 19       | 3.83     | 1.30    |
| 2014       | 阪神       | 3     | 2     | 0     | 0     | 0        | 0     | 1     | 0        | 0           | .000  | 42    | 6.2      | 18       | 3           | 4        | 0     | 0        | 5        | 0     | 0        | 16    | 15       | 20.25    | 3.30    |
| 2015       | 阪神       | 3     | 3     | 0     | 0     | 0        | 0     | 1     | 0        | 0           | .000  | 58    | 14.1     | 14       | 0           | 3        | 0     | 0        | 9        | 0     | 0        | 7     | 7        | 4.40     | 1.19    |
| 2016       | 阪神       | 8     | 2     | 0     | 0     | 0        | 1     | 1     | 0        | 0           | .500  | 85    | 20.0     | 23       | 1           | 2        | 0     | 0        | 20       | 0     | 0        | 9     | 9        | 4.05     | 1.25    |
| 2017       | 阪神       | 25    | 25    | 2     | 0     | 0        | 12    | 6     | 0        | 0           | .667  | 638   | 159.1    | 158      | 15          | 16       | 0     | 6        | 123      | 0     | 0        | 56    | 53       | 2.99     | 1.09    |
| 2018       | 阪神       | 17    | 17    | 2     | 1     | 1        | 5     | 10    | 0        | 0           | .333  | 437   | 105.0    | 111      | 8           | 18       | 0     | 4        | 89       | 2     | 0        | 46    | 45       | 3.86     | 1.23    |
| 2019       | 阪神       | 10    | 10    | 0     | 0     | 0        | 4     | 3     | 0        | 0           | .571  | 219   | 50.2     | 56       | 5           | 12       | 0     | 1        | 35       | 2     | 0        | 27    | 24       | 4.26     | 1.34    |
| 2020       | 阪神       | 18    | 18    | 2     | 0     | 1        | 11    | 3     | 0        | 0           | .786  | 435   | 112.0    | 97       | 17          | 12       | 1     | 0        | 64       | 2     | 0        | 45    | 36       | 2.89     | 0.97    |
| 2021       | 阪神       | 24    | 23    | 1     | 0     | 1        | 10    | 7     | 0        | 0           | .588  | 539   | 132.2    | 121      | 18          | 25       | 3     | 3        | 107      | 2     | 0        | 43    | 40       | 2.71     | 1.10    |
| 2022       | 阪神       | 5     | 5     | 0     | 0     | 0        | 1     | 3     | 0        | 0           | .250  | 101   | 23.0     | 29       | 1           | 3        | 0     | 0        | 15       | 1     | 0        | 15    | 14       | 5.48     | 1.39    |
| 2023       | 阪神       | 2     | 2     | 0     | 0     | 0        | 0     | 1     | 0        | 0           | .000  | 46    | 9.2      | 16       | 1           | 1        | 0     | 0        | 7        | 0     | 0        | 8     | 8        | 7.45     | 1.76    |
| 通算：14年 | 通算：14年 | 134   | 126   | 8     | 2     | 4        | 49    | 44    | 0        | 0           | .527  | 3031  | 733.2    | 745      | 82          | 130      | 7     | 15       | 540      | 11    | 0        | 324   | 298      | 3.66     | 1.19    |

### 年度別守備成績
| 年 度 | 球 団 | 投手  | 投手  | 投手  | 投手  | 投手  | 投手     |
| 年 度 | 球 団 | 試 合 | 刺 殺 | 補 殺 | 失 策 | 併 殺 | 守 備 率 |
| ----- | ----- | ----- | ----- | ----- | ----- | ----- | -------- |
| 2010  | 阪神  | 7     | 2     | 7     | 1     | 0     | .900     |
| 2011  | 阪神  | 2     | 1     | 2     | 0     | 0     | 1.000    |
| 2012  | 阪神  | 2     | 1     | 0     | 0     | 0     | 1.000    |
| 2013  | 阪神  | 8     | 1     | 3     | 0     | 0     | 1.000    |
| 2014  | 阪神  | 3     | 0     | 3     | 0     | 0     | 1.000    |
| 2015  | 阪神  | 3     | 0     | 2     | 0     | 0     | 1.000    |
| 2016  | 阪神  | 8     | 3     | 3     | 0     | 0     | 1.000    |
| 2017  | 阪神  | 25    | 4     | 27    | 0     | 2     | 1.000    |
| 2018  | 阪神  | 17    | 2     | 3     | 0     | 0     | 1.000    |
| 2019  | 阪神  | 10    | 4     | 8     | 0     | 0     | 1.000    |
| 2020  | 阪神  | 18    | 2     | 12    | 2     | 1     | .875     |
| 2021  | 阪神  | 24    | 8     | 9     | 2     | 1     | .895     |
| 2022  | 阪神  | 5     | 0     | 9     | 0     | 0     | 1.000    |
| 2023  | 阪神  | 2     | 0     | 0     | 0     | 0     | ----     |
| 通算  | 通算  | 134   | 28    | 88    | 5     | 4     | .959     |

### 記録
初記録
投手記録
- 初登板・初先発登板：2010年8月21日、対読売ジャイアンツ18回戦（東京ドーム）、6回4失点で敗戦投手
- 初奪三振：同上、1回裏にアレックス・ラミレスから空振り三振
- 初勝利・初先発勝利：2010年8月28日、対東京ヤクルトスワローズ19回戦（明治神宮野球場）、5回1失点
- 初完投・初完投勝利・初完封：2010年9月12日、対東京ヤクルトスワローズ23回戦（阪神甲子園球場）、被安打4・与四死球0・奪三振3

打撃記録
- 初打席：2010年8月21日、対読売ジャイアンツ18回戦（東京ドーム）、2回表に福田聡志から二ゴロ
- 初安打：2010年9月5日、対広島東洋カープ20回戦（MAZDA Zoom-Zoom スタジアム広島）、3回表に齊藤悠葵から中前安打
- 初打点：2010年9月12日、対東京ヤクルトスワローズ23回戦（阪神甲子園球場）、7回裏に村中恭兵から左前適時打
- 初本塁打：2017年8月18日、対中日ドラゴンズ18回戦（ナゴヤドーム）、6回表に伊藤準規から右越2ラン

その他の記録
- マダックス：1回（2010年9月12日、対東京ヤクルトスワローズ23回戦。93球[74]）
- 1試合5三振：2020年7月28日、対東京ヤクルトスワローズ7回戦（明治神宮野球場） ※史上18人目
- オールスターゲーム出場：1回（2017年）
- 二軍通算投球回：1000回2/3 ※史上最多[52]

### 背番号
- 27（2010年 - 2016年）
  - 27（2014年日米野球日本プロ野球80周年記念試合）
- 46（2017年 - 2021年）
- 21（2022年 - 2024年）

### 登場曲
- 「ガッチャマンの歌」（2010年 - 2014年）
- 「ROCK STAR」清木場俊介（2015年）
- 「Countdown」Hardwell（2016年）
- 「Wake Me Up」Avicii（2017年）
- 「喝采」山本彩（2018年）
- 「あの時のままで ～46 秋山拓巳バージョン」ET-KING（2019年）
- 「MAKE A MIRACLE」EXILE ATSUSHI（2020年 - 2021年）
- 「Put it on the line」EXILE ATSUSHI（2022年 - ）※EXILE ATSUSHIが秋山のために書き下ろした楽曲。
- 「パッと咲いて散って灰に」Creepy Nuts（2023年 - ）※打席用